# Campagne de Mohmand
 (mars 2024).
Si vous disposez d'ouvrages ou d'articles de référence ou si vous connaissez des sites web de qualité traitant du thème abordé ici, merci de compléter l'article en donnant les références utiles à sa vérifiabilité et en les liant à la section « Notes et références ».
La campagne de Mohmand est une campagne militaire britannique contre les tribus Mohmand dans la région de la frontière nord-ouest de l'Inde britannique, dans l'actuel Pakistan. Des chars ont été utilisés, la première utilisation opérationnelle de chars en Inde. La première campagne de Mohmand (en) en 1897-98 a suivi des expéditions militaires antérieures en 1851-1852, 1854, 1864, 1879, 1880. Après la première campagne de Mohmand, il y a eu l'expédition de Mohmand de 1908 (en) et les opérations Mohmand et Bajaur de 1933 lors du mois d'août.
En 1935, les Mohmands, influencés par le Haji de Turangzai et ses trois fils les Badshah Guls, maraudaient dans les plaines. Fin juillet, environ 2000 membres de la tribu perturbaient les groupes de travail en réparant la route Mohinand-Gandab.
Le gouvernement a décidé d'envoyer contre eux une importante force punitive, appelée Mohmand Force ou Mohforce. La force, mobilisée le 17 août, comprenait les brigades Nowshera et Peshawar de l'armée indienne, une section du Royal Tank Regiment, la 18e King Edward's Own Cavalry (en) et la 22e Derajat Mountain Battery (Frontier Force) (en), avec l'appui aérien de la Indian Wing commandé par Basil Embry (en). Les commandants des brigades Peshawar et Nowshera, Claude Auchinleck et Harold Alexander, ont tous deux atteint un rang élevé pendant la Seconde Guerre mondiale. Auchinleck, le général de brigade, commandait Mohforce ; comme le GOC du district de Peshawar, le général Muspratt (en) était en congé en Grande-Bretagne.
Mohforce est parti vers la fin de l'été, avec deux chars devant les troupes de tête qui pourraient être utilisés pour déborder les membres de la tribu qui ont immobilisé l'infanterie. Les chars étaient des chars légers Mark II, avec une seule mitrailleuse Vickers. Ils n'avaient pas leurs radios, qui avaient été retirées pour leur révision annuelle, donc un char devait servir de «coureur» entre les chars et l'infanterie. Les Mohmands, n'ayant pas de mot pour désigner les chars, les appelaient «les serpents qui crachent».
Les troupes ont avancé dans le plateau de Kamalai, le cœur tribal à l'ouest de la rivière Swat. La route et l'approvisionnement en eau ont dû être prolongés, en six semaines, avant qu'ils ne puissent avancer dans le col de Nahakki. Ensuite, les hauteurs autour du col de Nahakki ont été prises dans une opération de nuit, et après l'aube, la cavalerie a traversé le col au-delà la plaine. Le quartier général, maintenant commandé par le général Muspratt, a été établi à environ 8 km au sud du col Nahakki à Kamalai.
En septembre, une reconnaissance en force au sud-ouest de Nahakki est tombée dans une embuscade, avec 35 morts dans le Mohforce : 2 officiers britanniques et 2 officiers indiens, et 1 britannique et 30 autres grades indiens ; l'opération des Guides ou 5th/12th Frontier Force Regiment a été décrite comme "planifiée et non coordonnée".
Après de violents combats, les attaquants ont été chassés et les britanniques ont lancé une campagne pour combattre les Pachtounes. Cela mit fin à la révolte tribale et l'ordre se renforça. Le col de Badmanai a été capturé par la force britannique qui a mis fin à la prise tribale à Jarobi.
Mais les septs et les sous-tribus ont demandé la paix aux jirgas et ont accepté les conditions britanniques. L'ordre a été rétabli mais la force britannique est restée dans la zone jusqu'à ce que toutes les amendes soient perçues. Une fois les amendes perçues, les troupes britanniques se sont retirées sur le territoire britannique vers la fin octobre.
Le capitaine Godfrey Meynell (en) a reçu une Croix de Victoria à titre posthume pour sa bravoure le 29 septembre au col de Nahqi.

## Contexte
Les mohmands (en) sont une tribu montagnarde pachtoune qui vivait au nord-ouest de Peshawar, dans la province frontalière du nord-ouest de l'Inde britannique (actuel Khyber Pakhtunkhwa, au Pakistan). Ils traversaient chaque année la frontière vers les collines afghanes pour échapper à la chaleur estivale ; la frontière a été délimitée par la ligne Durand en 1893 mais était mal définie.